# 油山鱂
油山鱂（学名：Orestias olivaceus）為輻鰭魚綱鯉齒目鯉齒亞目鯉齒鱂科的其中一種，其种加词“olivaceus”意为“橄榄绿色的”。被IUCN列為次級保育類動物，分布於南美洲的的喀喀湖流域，體長可達7.5公分，棲息在中底層水域，生活習性不明。